# Сара Альготссон Остгольт
Сара Альготссон  (швед. Sara Algotsson; 8 грудня 1974) — шведська вершниця, олімпійська медалістка.

## Виступи на Олімпіадах
| Олімпіада   | Дисципліна           | Місце  |
| ----------- | -------------------- | ------ |
| Афіни 2004  | триборство, особисті | участь |
| Афіни 2004  | триборство, командні | 9      |
| Лондон 2012 | триборство, особисті | 2      |
| Лондон 2012 | триборство, командні | 4      |